# Gouvernement Branting II
Gouvernement du royaume de Suède
von Sydow Trygger
Le gouvernement Branting II est à la tête du royaume de Suède de 1921 à 1923.

## Composition
- Ministre d'État : Hjalmar Branting
- Ministre de la Justice : Assar Åkerman
- Ministre de la Défense : Per Albin Hansson
- Ministre des Affaires sociales : Herman Lindqvist
- Ministre des Communications : Anders Örne
- Ministre des Finances : Fredrik Vilhelm Thorsson
- Ministre des Affaires ecclésiastiques : Olof Olsson
- Ministre de l'Agriculture : Sven Linders
- Ministre du Commerce extérieur : Carl Svensson
- Ministre sans portefeuille : Rickard Sandler
- Ministre sans portefeuille : Torsten Nothin
- Ministre sans portefeuille : Karl Schlyter